# Nyctophilus arnhemensis
Nyctophilus arnhemensis is een vleermuis uit het geslacht Nyctophilus die voorkomt langs de Australische noordkust van de Golf van Exmouth (West-Australië) tot de kust van de Golf van Carpentaria in het Noordelijk Territorium. Het dier komt voor in allerlei soorten bos en mangrove. Deze soort slaapt in dichte vegetatie of soms in gebouwen. Van oktober tot februari worden er jongen geboren (meestal tweelingen).
N. arnhemensis is een middelgrote Nyctophilus met een bruinachtige rug en iets lichtere buik. De vleugels zijn ook bruin. De kop-romplengte bedraagt 40 tot 58 mm, de staartlengte 36 tot 41 mm, de voorarmlengte 36 tot 40 mm, de oorlengte 16 tot 20,5 mm en het gewicht 5,2 tot 7,7 g.